# 灵岩镇
灵岩乡，是中华人民共和国四川省达州市开江县下辖的一个乡镇级行政单位。

## 行政区划
灵岩乡下辖以下地区：
灵岩社区、李家嘴村、凉水井村、分水岭村、天宝寨村、土地坪村、白竹山村、灵岩寺村、虾扒口村和桂花院村。